# Coppa Continentale 1999-2000 (hockey su pista)
La Coppa Continentale 1999-2000 è stata la 19ª edizione (la seconda con la denominazione Coppa Continentale) dell'omonima competizione europea di hockey su pista. Alla manifestazione hanno partecipato gli spagnoli dell'Igualada, vincitore della CERH Champions League 1998-1999, e i connazionali del Liceo La Coruña, vincitore della Coppa CERS 1998-1999.
A conquistare il trofeo è stato l'Igualada al quinto successo nella sua storia.

## Squadre partecipanti
| Club            | Qualificazione                        | Partecipazioni precedenti (il grassetto indica la vittoria) |
| --------------- | ------------------------------------- | ----------------------------------------------------------- |
| Igualada        | Detentore della CERH Champions League | 1993-1994, 1994-1995, 1995-1996, 1998-1999                  |
| Liceo La Coruña | Detentore della Coppa CERS            | 1987-1988, 1988-1989, 1990-1991, 1992-1993                  |

## Risultati
| Squadra 1 | Totale | Squadra 2       | Andata | Ritorno |
| --------- | ------ | --------------- | ------ | ------- |
| Igualada  | 8 - 7  | Liceo La Coruña | 7 – 3  | 1 – 4   |

| Igualada 14 novembre 1999 Finale di andata | Igualada | 7 – 3 | Liceo La Coruña | Poliesportiu Les Comes |

| La Coruña 30 novembre 1999 Finale di ritorno | Liceo La Coruña | 4 – 1 | Igualada | Pazo dos Deportes de Riazor |